# Mjölby socken
Mjölby socken i Östergötland ingick i Vifolka härad, ombildades 1920 till Mjölby stad och området ingår sedan 1971 i Mjölby kommun och motsvarar från 2016 Mjölby distrikt.
Socknens areal var 59,70 kvadratkilometer, varav 58,86 land. Tätorten Mjölby med sockenkyrkan Mjölby kyrka låg i socknen.

## Administrativ historik
Mjölby socken har medeltida ursprung. Socknen benämndes Mjölby med Sörby socken 1791-1890 efter en inkorporering av Sörby socken.
Före 1892 hörde Lärketorp och Slomarp i civilt avseende till Högby socken, Göstrings härad.
Vid kommunreformen 1862 övergick socknens ansvar för de kyrkliga frågorna till Mjölby församling och de borgerliga frågorna till Mjölby landskommun. Landskommunen ombildades 1920 till Mjölby stad och ingår sedan 1971 i Mjölby kommun.  Församlingen utökades 2006.
1 januari 2016 inrättades distriktet Mjölby, med samma omfattning som församlingen hade 1999/2000.  
Socknen har tillhört samma fögderier och domsagor som Vifolka härad. De indelta soldaterna tillhörde  Första livgrenadjärregementet, Stångebro kompani och Andra livgrenadjärregementet, Vifolka kompani.

## Geografi
Mjölby socken ligger omkring Mjölby längs Svartån. Socknen är en slättbygd på Östgötaslätten i norr och skogsbygd i söder.

## Fornlämningar

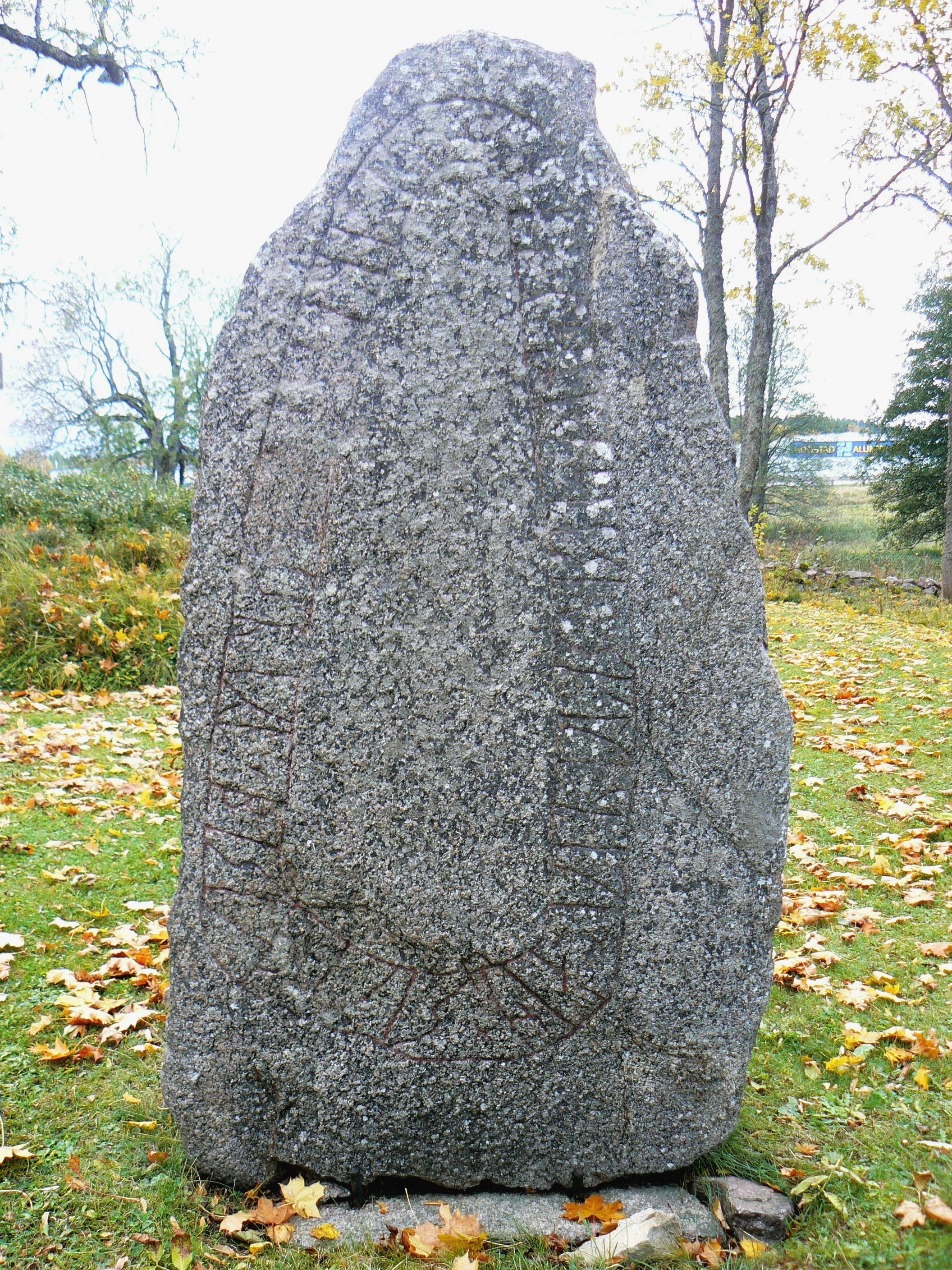
Östergötlands runinskrifter 197 vid Sörby kyrka

Kända från socknen är en hällkista från stenåldern samt nio gravfält, stensättningar, stensträngar och tre fornborgar från järnåldern. En runristning finns vid ruinerna efter Sörby kyrka.

## Namnet
Namnet (1285, Mylluby) kommer från kyrkbyn. Förleden är mylna, mylla, 'mölla, syftande på kvarnar i Svartåns fall. Efterleden är by, 'gård;by'.

### Fotnoter
1. 1 2  Svensk Uppslagsbok andra upplagan 1947–1955: Mjölby socken
2. ↑  Harlén, Hans; Harlén Eivy (2003). Sverige från A till Ö: geografisk-historisk uppslagsbok. Stockholm: Kommentus. Libris 9337075. ISBN 91-7345-139-8
3. ↑  ”Församlingar”. Statistiska centralbyrån. https://www.scb.se/hitta-statistik/regional-statistik-och-kartor/regionala-indelningar/forsamlingar/. Läst 30 december 2022.
4. ↑  Administrativ historik för Mjölby socken (Klicka på församlingsposten). Källa: Nationella arkivdatabasen, Riksarkivet.
5. 1 2  Sjögren, Otto (1931). Sverige geografisk beskrivning del 2 Östergötlands, Jönköpings, Kronobergs, Kalmar och Gotlands län. Stockholm: Wahlström & Widstrand. Libris 9939
6. 1 2  Nationalencyklopedin
7. ↑  Fornlämningar, Statens historiska museum: Mjölby socken
8. ↑  Fornminnesregistret, Riksantikvarieämbetet: Mjölby socken Fornminnen i socknen erhålls på kartan genom att skriva in sockennamn (utan "socken") i "Ange geografiskt område"
9. ↑  Mats Wahlberg, red (2003). Svenskt ortnamnslexikon. Uppsala: Institutet för språk och folkminnen. Libris 8998039. ISBN 91-7229-020-X. https://isof.diva-portal.org/smash/get/diva2:1175717/FULLTEXT02.pdf